# 布永维尔
布永维尔（法語：Bouillonville，法語發音：[bujɔ̃vil]）是法国默尔特-摩泽尔省的一个市镇，属于图勒区。

## 地理
布永维尔（48°56'41"N, 5°50'32"E）面积5.32 平方千米，位于法国大東部大區默尔特-摩泽尔省，该省份为法国东北部内陆省份，是洛林的一部分，北邻比利时、卢森堡，北起顺时针与摩泽尔省、下莱茵省、孚日省和默兹省接壤。
与布永维尔接壤的市镇（或旧市镇、城区）包括：厄沃赞、帕讷、蒂欧库尔-勒涅维尔、瓦夫尔地区伯内。

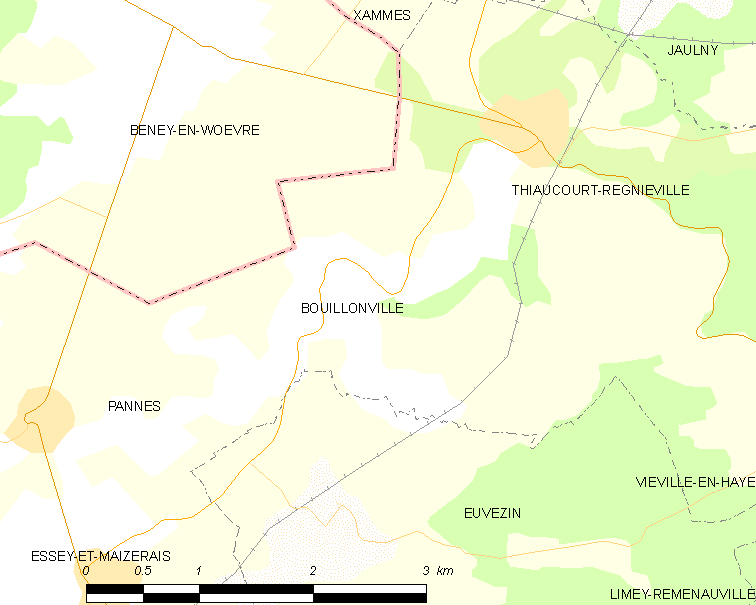
布永维尔的OSM定位图

布永维尔的时区为UTC+01:00、UTC+02:00（夏令时）。

## 行政
布永维尔的邮政编码为54470，INSEE市镇编码为54087。

## 政治
布永维尔所属的省级选区为北图卢瓦县。

## 人口

1962-2008年间布永维尔人口变化图示

布永维尔于2022年1月1日时的人口数量为146人。